# Julián Cortés Cavanillas
Julián Cortés Cavanillas (Madrid, 9 de marzo de 1909- Madrid, 15 de octubre de 1991) fue un periodista y escritor español de tendencia monárquica, corresponsal en Roma del diario ABC en varias ocasiones.
Biógrafo de Alfonso XIII y propagandista de la dictadura de Primo de Rivera, publicó numerosas obras glorificadoras de la figura del rey exiliado. Con 23 años fue recibido, acompañado de su amigo Florestán Aguilar, por el Rey exiliado en el Hôtel Meurice de París: «el Rey me colmó de cordialidad y de congratulaciones por el libro que había publicado en su defensa. Le asombró mucho mi juventud». A partir del año siguiente, Don Alfonso lo volvería a recibir en diversas ocasiones, tanto en París, como en Fontainebleau, como en "Villa Titta Ruffo", como en Roma, y le hizo el honor de dictarle unas extensas declaraciones, confidencias o confesiones, además de apadrinar su matrimonio (con Juanita Pineda).
Su padre fue asesinado en 1936: «No puedo dejar de apuntar la declaración jurada del periodista Julián Cortés Cavanillas, con treinta y un años entonces, vecino de Fuencarral 31, en la que registraba el asesinato de su padre: "Don Vicente Cortés Gil, padre del primer firmante, fue asesinado entre el 3 y el 4 de octubre de 1936, pero los milicianos no lo detuvieron en esta casa sino en la de un amigo. Su edad era de sesenta y siete años y su profesión, empleado municipal". Quizá es la crónica más dolorosa que escribió nunca el que sería futuro corresponsal de ABC en Roma, protagonista del célebre cameo en el filme Vacaciones en Roma durante el saludo de los periodistas destacados en la Ciudad Eterna a la princesa Anna, encarnada por la inolvidable Audrey Hepburn». Don Alfonso XIII le escribió en una carta: «Roma, 16 de mayo de 1939. Querido Julián: [...] Puedes suponer con qué intensa pena me enteré de la muerte de tu buenísimo padre (q. s. G. h.), vilmente asesinado, y recibe por ello, con todos los tuyos, mi más sentido pésame. Grandísima pena me ha causado también saber que tu mejor amigo y compañero, Antonio González Escudero, fue igualmente asesinado [...] Saludos a tu mujer, y sabes es siempre tuyo afectísimo, ALFONSO XIII». En su juventud, militó en la extrema derecha monárquica y se significó por sus posiciones antimasónicas y antisemitas durante la Segunda República y la posguerra. El 26 de enero de 1951 obtuvo de Churchill la autorización para que un capítulo suyo de Grandes contemporáneos fuera incluido en el libro Confesiones y muerte de Alfonso XIII. En la década de 1970 apoyaría la transición a la democracia y la monarquía parlamentaria de Juan Carlos I.
Según la Infanta María Cristina, hija de Alfonso XIII, «era un encanto de hombre y leal como nadie».
Las crónicas publicadas en sus años de corresponsal y enviado especial pasan de siete mil, la mayor parte romanas. Fue secretario general del diario ABC y jefe de Relaciones Políticas del mismo; colaborador de diarios como Ya, Informaciones y El País, de la capital de España, y de los semanarios italianos Tempo y Época, de Milán; del Universal de México y de numerosos diarios y revistas españolas y de algunos otros europeos.

## Biografía
Nació en Madrid el 9 de marzo de 1909, en una familia de origen extremeño, hijo de Vicente Cortés Gil y Eulalia Cavanillas Vicioso.
Cursó el bachillerato en el Instituto Cardenal Cisneros e inició la carrera de Derecho en la Universidad Central, al mismo tiempo que cursaba estudios de periodismo en la recién fundada Escuela de periodismo de El Debate. Siendo muy joven entró a colaborar en La Nación, el periódico oficioso de la Dictadura de Primo de Rivera, además de en La Correspondencia Militar y la revista Unión Patriótica. Fue uno de los principales propagandistas de la dictadura de Primo de Rivera, postura que quedó refleja en su libro La dictadura y el dictador (1929). Fue miembro del partido oficial de la dictadura, la Unión Patriótica (UP), en el cual llegaría ocupar puestos de responsabilidad, y de sus juventudes (JUP). Fue el artífice de la propuesta de la designación de la Virgen del Pilar como patrona de las JUP. Empleó durante este periodo el pseudónimo de Carlos Wilf. Posteriormente, tras la caída de Primo de Rivera, fue secretario de las Juventudes del partido Unión Monárquica Nacional —formación que sustituyó a UP—. Como consecuencia de la huelga estudiantil de 1929, dirigió una campaña contra las protestas en la que sostuvo que los adherentes «habían sido manipulados por extranjeros y "malos españoles"».
En 1932 consiguió cierta notoriedad con la publicación de un libro en defensa del rey destronado, La caída de Alfonso XIII, que conoció siete ediciones en apenas un año y alcanzó una tirada de 50.000 ejemplares. Monárquico alfonsino acérrimo, publicó numerosas obras sobre Alfonso XIII, que le hizo confidencias en los años del exilio y llegaría a ser padrino de su boda en 1935. Intervino en la fundación de la revista Acción Española —de la que fue asiduo tertuliano, según Vegas Latapie— y desempeñó el puesto de secretario de las Juventudes de Renovación Española, el partido de la derecha alfonsina antirrepublicana que Antonio Goicoechea había fundado en 1933. En 1934 fue uno de los 142 firmantes del manifiesto fundacional del Bloque Nacional.
Durante los años de la Segunda República y en los primeros años de la dictadura franquista, Cortés Cavanillas destacó por varios escritos de marcado carácter antisemita. Por ejemplo, tras la caída de la monarquía de Alfonso XIII publicó una obra —La caída de Alfonso XIII. Causas y episodios de una revolución— en la que responsabilizó de la misma al «influjo artero de la masonería, maléfico engendro de Israel». En sus escritos llegó a citar a conocidos autores antisemitas de la época, como Juan Tusquets o Léon de Poncins. También citó un conocido libelo antisemita, Los protocolos de los sabios de Sion, como prueba de que el Gobierno Provisional de la República estaba dominado por la masonería a través de «intermediarios judíos». Hacia el final de la Segunda Guerra Mundial, tras el suicidio del dictador alemán Adolf Hitler, Cortés Cavanillas publicó un panegírico en el diario católico Ya en el que se refirió al «hombre excepcional» que fue Hitler, defensor «de las últimas murallas de la civilización occidental» y que dedicó su vida a luchar contra todo lo viejo: «el liberalismo, el socialismo, el marxismo, el judaísmo». Resulta muy extraño la atribución de esas palabras a Cortés-Cavanillas porque este recogió y publicó lo que Alfonso XIII le dijo en febrero de 1940: «Supongo que no tendrá la pretensión nadie de creer que con Hitler defendemos la civilización cristiana. ¡Hasta ahí podían llegar las bromas! Hitler es un demente tan peligroso como Stalin. En definitiva, poco se diferencia sustancialmente el nazismo del comunismo».
Al principio de la Guerra Civil fue detenido por las autoridades republicanas y encarcelado, llegando a compartir celda con el comediógrafo Pedro Muñoz Seca. Posteriormente narraría algunos de los últimos momentos del dramaturgo antes de ser fusilado en Paracuellos.

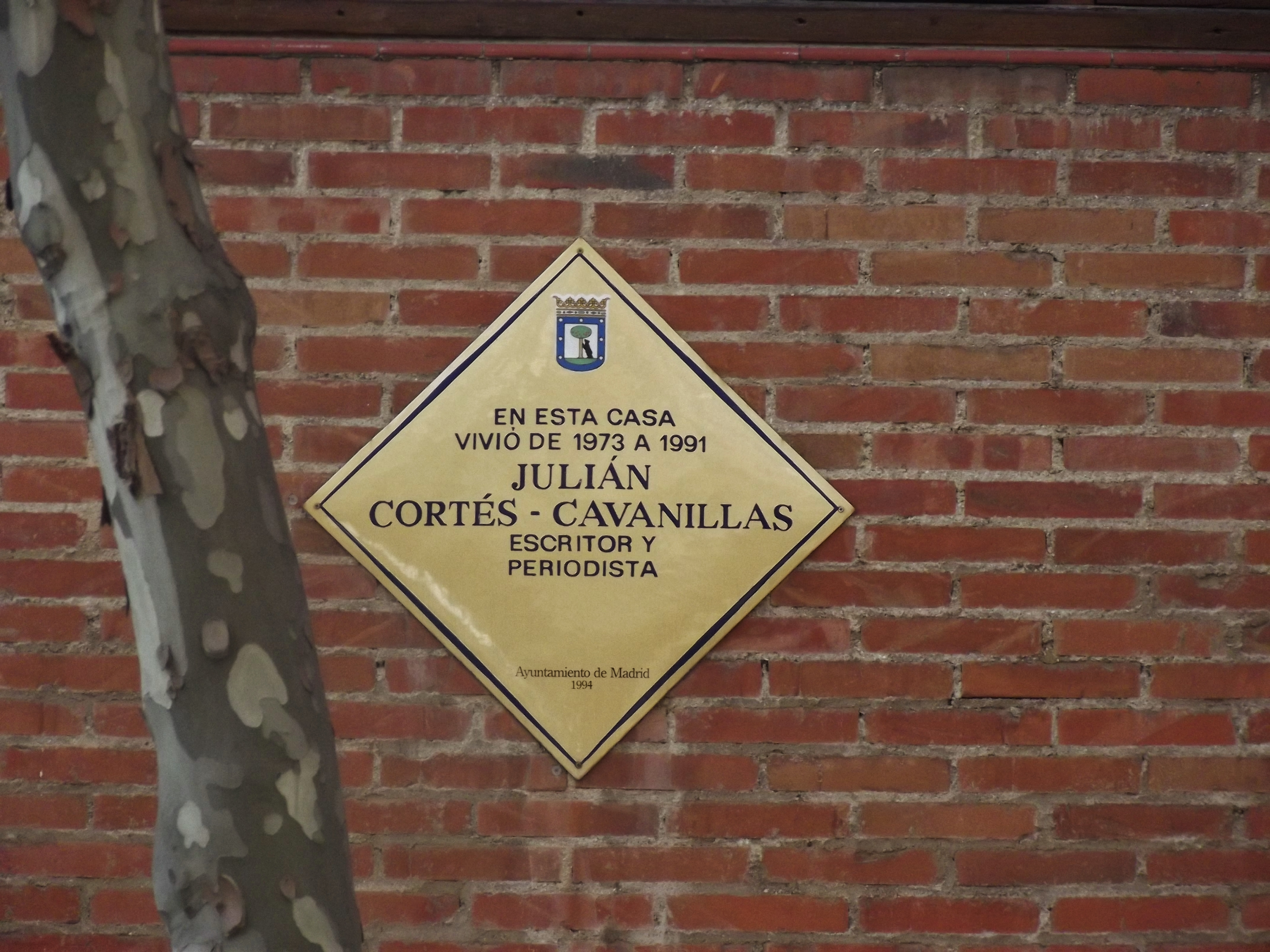
Placa conmemorativa en su vivienda del número 21 de la calle del General Moscardó (Madrid).

Tras la contienda continuó escribiendo. En 1943 publicó Alfonso XII el Rey Romántico, en cuyas páginas plagió a Pedro de Répide. También plagió al conde de Romanones en una biografía de la reina madre María Cristina de Habsburgo. En realidad, Cortés-Cavanillas, en sus biografías, menciona explícitamente a esos autores y reproduce sus textos entrecomillados, a los que añade los suyos propios, fruto de sus investigaciones históricas, muchas de ellas facilitadas a él por los familiares más directos de esos Reyes, que le dedicaron su amistad. Entre sus obras también se encuentran títulos como Alfonso XIII, vida, confesiones y muerte, considerado una «valiosa fuente historiográfica» por José Luis Vázquez Dodero; el historiador Carlos Seco Serrano también le concede valor documental. De acuerdo con Javier Moreno Luzón, en sus escritos sobre Alfonso XIII tendió a seguir una línea simultáneamente antiliberal y ensalzadora de la figura del monarca.
Acerca de ese libro sobre Alfonso XIII escribió Juan Ignacio Luca de Tena: «Entre las profusas biografías que de S. M. el Rey don Alfonso XIII se han publicado durante su vida y después de su fallecimiento, acaso ninguna es tan completa, sugestiva y atinada como esta que nos regala Julián Cortés-Cavanillas, conocedor profundo de las vicisitudes de aquel reinado y devotísimo, por conocimiento, de la augusta persona que durante cuarenta y cinco años ciñó la gloriosa corona de España con tanta dignidad como prudencia, justicia, fortaleza y templanza».
En 1945 fue nombrado corresponsal del diario ABC en Roma, labor que desempeñaría en una primera etapa de diecisiete años —con interrupciones como enviado especial en Teherán en 1953 y en Oriente Medio en 1958—. En febrero de 1946 firmó, junto a muchas personalidades, una carta dirigida a Don Juan de Borbón pidiendo el «respeto efectivo a la libertad y a los derechos de la persona humana, la íntima y cordial convivencia entre todos los españoles». En la capital italiana se enfrentó en 1949 a Álvaro de Albornoz, presidente del Consejo de Ministros de la República Española en el exilio, al que durante una conferencia de prensa mostró una fotografía de su padre muerto y le preguntó si era posible que «en una República democrática se autorizase a asesinar a ciudadanos pacíficos como era su padre». De acuerdo con Fernando Vizcaíno Casas, Cortés Cavanillas ejerció también en ocasiones labores de diplomático ante la Santa Sede, y sus buenos oficios consiguieron que el papa Pío XII recibiera a una delegación española en 1957. En la película Vacaciones en Roma apareció en una escena en la que da su carta de presentación a la princesa Anna, interpretada por Audrey Hepburn, con la frase: «Cortés-Cavanillas, de ABC, de Madrid». En 1963 y 1965 fue enviado especial en Atenas.
Volvería a ser destinado en Roma en una segunda etapa, entre los años 1967 y 1971. Durante su primer período en la capital italiana, en 1952 escribió La "Karaba" en Roma, obra en la que describe el ambiente en la ciudad en 1945 y 1946, incluyendo la proclamación de la República. En 1970 se le concedió el premio internacional de periodismo Rusticello de Pisa. También obtuvo otras condecoraciones nacionales y extranjeras.
Según Luis Calvo, director de ABC, Julián Cortés Cavanillas «era acosado por la jauría de censores».
Durante la década de 1970, como secretario de la sección de relaciones políticas de ABC, firmó algunos de sus artículos con el pseudónimo de Argos. Por ejemplo, durante la visita de Sadam Huseín a España en 1974, firmó como Argos una columna donde adulaba al político iraquí, calificándolo de «hombre de leyes» con una «relevante personalidad», hombre «tan inteligente» y movido por «una profunda pasión por la justicia social». En 1974 fue criticado por la revista Fuerza Nueva por defender el asociacionismo impulsado por el presidente del gobierno Carlos Arias Navarro y se enfrentó a Blas Piñar por unas declaraciones que este hizo contra la libertad de la prensa.
Entrevistó a personajes públicos tan dispares como Alfonso XIII, Lola Flores, José María Escrivá de Balaguer, Alfonso de Borbón y Dampierre, o José María Gil Robles, entre otros muchos.
Tras la muerte de Franco se mostró partidario de la transición a la democracia y de la restauración de la monarquía en la figura de Juan Carlos I. Cuando en 1976 publicó su libro titulado Alfonso XIII y la Guerra del 14, Carlos Seco Serrano escribió: «Era necesario este libro; era necesario que este libro lo escribiese Julián Cortés-Cavanillas [...] Porque el milagro lo había logrado Alfonso XIII con ese monumento de caridad cristiana, de solidaridad humana por encima de todas las fronteras, que fue su labor durante los años de locura bélica. Labor que en el libro de Cortés-Cavanillas queda fielmente reflejada, como crónica y documento, y que la conciencia de los pueblos de Europa no olvidaría nunca».En el prólogo escribió José María de Areilza: «El presente trabajo es una monografía exhaustiva que Julián Cortés-Cavanillas ha dedicado a la conducta de Alfonso XIII durante la guerra del 14, en relación con las víctimas o los perjudicados de dicha contienda. Es una perspectiva nueva, sobre una vertiente de la que en su tiempo mucho se habló, pero que no se había presentado hasta la fecha con una visión coherente y positiva». Fue promotor y miembro del consejo rector del partido Renovación Española, inscrito en 1977 y constituido en 1978.
En 1978 se felicitaba «de esa transición de la autocracia a la democracia, sin que entre tanto golpe y contragolpe hubiera rupturas sangrientas, ni traumas revolucionarios, ni catastróficos desastres, inevitables tantas veces cuando se trata de liquidar una guerra civil. Mantener el equilibrio frente al desafío del desequilibrio; ser un modelo de prudencia donde la imprudencia se manifiesta en todos los sectores».
Retirado de la vida pública, falleció en 1991 en Madrid. Al día siguiente escribió José Luis Vázquez Dodero: «Julián Cortés-Cavanillas poseía un alma bien dotada para la amistad; y ello y la simpatía que también le adornaba le depararon incontables correspondencias a la afabilidad y cortesía con que se manifestaba. Haciendo honor a su apellido, Julián era, en efecto, cortés, urbano, de buena crianza. Y cuando esta cualidad –indispensable para la vida en común, desde la familia hasta las múltiples instituciones del Estado– se encuentra en lastimosa decadencia, me es grato traer a cuenta lo que Ortega llamó "divino juego civil de la buena educación" [...] Los muy jóvenes no conocen las crónicas que desde el extranjero enviaba Cortés-Cavanillas a este periódico. Los de mediana edad y los viejos sí hemos tenido ocasión de leer aquel jugoso y claro modo de informar en que se transparentaban siempre su probidad, sus firmes creencias cristianas y su viva fe en la Monarquía. El testimonio del periodista le convirtió de alguna manera en historiador y por eso puede decir Torcuato Luca de Tena en sus amenísimos Papeles para la pequeña y la gran historia que los grandes testigos de la época que evoca son, junto a Gil-Robles, Juan Ignacio Luca de Tena, Lerroux, Azaña y Serrano Suñer, López Rodó, Cortés-Cavanillas y Sainz Rodríguez entre otros. Libros de Julián Cortés-Cavanillas como Alfonso XIII, vida, confesiones y muerte, por citar uno solo, se han convertido, a juzgar por la utilización que de ellos hacen historiadores profesionales –Pabón, Seco Serrano, La Cierva, por ejemplo– en valiosa fuente historiográfica».
Mucho más tarde, el año 2006, escribiría Santiago Castelo: «Lo que son las cosas: después de pasarse toda una vida entregado fervorosamente al periodismo y a la política, con una decena de magníficos libros publicados y millares de crónicas, entrevistas y reportajes periodísticos donde tocó con maestría todos los géneros, Julián Cortés-Cavanillas se salva del anonimato y se alza sobre su propia muerte con una brevísima presentación en la película "Vacaciones en Roma". No han sido pocos los jóvenes que en los últimos años me han preguntado por él, incluso dudando de si había existido. "Vacaciones en Roma" se ha convertido en una película de culto, de esas que agradan a todos y por las que no pasa el tiempo. Y su actualidad, su frescura, su popularidad y su gracia han conseguido que ya, para los restos, el nombre de Julián Cortés-Cavanillas, corresponsal de ABC, haya quedado vivo y aleteante. Ad aeternum. Julián fue un personaje singular, inteligente, entrañable, divertido, vitalista. Provenía de familia extremeña y, de vivir, andaría por los noventa y ocho de su edad. Jovencísimo, colaboró en La Nación y ya en 1929 publicó su primer libro, La Dictadura y el dictador. Fue secretario de la Juventud de la Unión Monárquica Nacional. Bajito, calvo desde casi su adolescencia, nervioso e inquieto, sonriente siempre, se hizo muy popular a finales de 1931 con un libro, La caída de Alfonso XIII, en defensa del Rey. Del libro se llegaron a editar ocho ediciones con 50.000 ejemplares, cifra enorme para aquella época. Fue uno de los fundadores de "Acción Española" y su secretario de Juventud. Procesado y encarcelado por la República, logró milagrosamente escapar a Francia. Pero la fecha clave en la vida de Julián Cortés-Cavanillas fue 1945. Ese año fue nombrado corresponsal de ABC en Roma, donde ejercería su labor durante veintidós. Toda una vida. Conocidísimo monárquico y corresponsal de un periódico como ABC, Julián –que adoraba el cine y el teatro– fue escogido por sus compañeros italianos para que hiciera una pregunta a la "princesa" Audrey Hepburn en su "rueda de Prensa" romana. Y ahí quedó Julián para la historia. Cosas de la vida. Ya en la redacción de ABC nadie dice "lo cortés no quita lo Cavanillas", ni "eres más monárquico que Cortés-Cavanillas". Nada. Las nuevas generaciones no han conocido ni sus libros ni sus crónicas magistrales. Pero todo el mundo sigue viendo "Vacaciones en Roma", donde un Julián simpático, entrañable y feliz daba su carta de presentación con un sencillo timbre de gloria: "Julián Cortés-Cavanillas, corresponsal de ABC"».

## Valoración
Wenceslao Fernández Flórez dijo de él:

«Cortés Cavanillas, finísimo espíritu observador, periodista insigne, escritor cuyo estilo tiene esa flexibilidad indispensable para estos menesteres, sabe ir de lo humorístico a lo dramático y mojar su pluma en cada color del arco iris de los sucesos, y recoger lo que en ellos puede ser Historia, con mayúscula, y lo que de aleccionador trasciende en un acontecimiento de talla mínima... Y maneja una gran amenidad, una extraordinaria amenidad. Sin hurtar la gravedad en los asuntos que la tienen, sabe dar una engolosinante atracción a su lectura. Si siempre buscamos en "ABC" los artículos de Cortés Cavanillas, es asimismo cierto que no defraudan nunca la admiración y ese afecto de amigo que termina por sentir un lector asiduo. Sus juicios son claros, su visión está siempre guiada por esa honradez incorruptible del señor español –que tanto escasea entre corresponsales de otras razas–, y cuando nos regala con una anécdota picante o fútil, la adorna con toda la gracia».

Y Camilo José Cela, destacando su fidelidad monárquica, afirmó:

«si a mi compañero de oficio y de sentimientos Julián Cortés-Cavanillas quisiéramos identificarlo con una actitud, esta no podría ser otra que la de la lealtad constante y mantenida: siempre, contra viento y marea y aunque lluevan –que ya llovieron– chuzos de punta. Julián Cortés-Cavanillas, en la lealtad a sí mismo y a los principios que son el norte de su vivir y de su actuar, encuentra el íntimo y último y más sólido fundamento de su devoción y servicio a una institución, la Monarquía, y a una figura, el Rey: que hoy es Don Juan Carlos, ayer fue Don Juan –el Rey patriota que no llegó a reinar– y anteayer fue Don Alfonso, y no hablo más que de los reyes a los que conocimos en vida... Por Julián Cortés-Cavanillas y el inteligente paisaje que sabe ofrecernos del tiempo que va de la Restauración a la Constitución, levanto mi copa de amigo».

## Obras

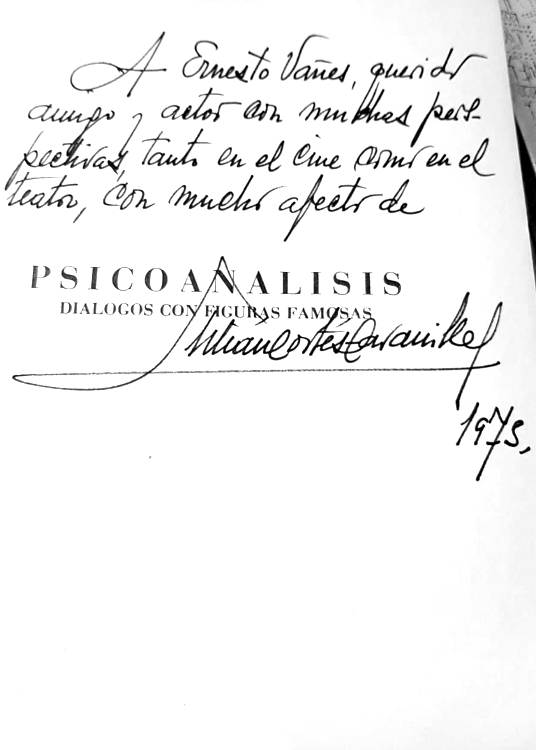
Dedicatoria de Julián Cortés-Cavanillas al actor Ernesto Vañes en un ejemplar de Psicoanálisis.

- —— (1929). La Dictadura y el dictador. Rasgos históricos, políticos y psicológicos. Madrid: Talleres tip. Velasco.
- —— (1932). La caída de Alfonso XIII. Causas y episodios de una revolución. Madrid: Gráfica Universal.
- —— (1933). Alfonso XIII en el destierro. Su vida, viajes y pensamiento. Madrid: Imp. Galo Saez.
- —— (1933). Acta de Acusación. Epístolas, documentos, frases y diálogos para la historia de la segunda República. Madrid: Librería San Martín.
- —— (1934). Gil Robles ¿Monárquico? Misterios de una política. Madrid: Librería San Martín.
- —— (1935). Alfonso XIII. El caballero de España. La historia anecdótica de un reinado. Madrid. Editorial Nuestra Raza.
- —— (c. 1940). Sinfonía heroica. Madrid: Tall. gráficos de Agustín Núñez.
- —— (1943). Alfonso XII. El rey romántico. Madrid: Aspas.
- —— (1944). María Cristina de Austria. Madre de Alfonso XIII. Madrid: Aspas.
- —— (1951). Confesiones y muerte de Alfonso XIII. Madrid: Prensa Española.
- —— (1952). La "Karaba" en Roma. Madrid: Prensa Española.
- —— (1954). El comunismo en la Italia republicana. Madrid: Publicaciones Españolas.
- —— (1956). Alfonso XIII. Vida, confesiones y muerte. Madrid: Prensa Española.
- —— (1967). Psicoanálisis. Diálogos con figuras famosas. Madrid: Prensa Española.
- —— (1973). El bienio "santo" de la II República. Barcelona: Dopesa.
- —— (1976). Alfonso XIII y la Guerra del 14. Madrid: Alce.
- —— (1978). Crónica de Juan Carlos, Rey. De la restauración a la Constitución. Madrid: Alce.
- —— (1980). Los Borbones de España. Madrid: Ed. de la Mata.